# En bedemands bekendelser
En bedemands bekendelser er en dansk kortfilm fra 2011 med instruktion og manuskript af Martin Winther.

## Handling
Denne artikel mangler et handlingsreferat. Hjælp os med at skrive det.